# Eddie Durham
Eddie Durham (San Marcos (Texas), 19 augustus 1906 – New York, 6 maart 1987) was een Amerikaans jazzgitarist, trombonist, componist en arrangeur van swingmuziek.
Eddie Durham werkte onder meer samen met Cab Calloway, Willie Bryant, Andy Kirk, Glenn Miller, Jimmie Lunceford en Count Basie, en is de componist van het liedje "Topsy", waar Count Basie met zijn orkest een plaat van maakte. Ook voor Glenn Miller maakte hij arrangementen. Hij zou ook de eerste elektrische gitaarsolo op zijn naam hebben geschreven, en dit op een Gibson ES-150-gitaar in 1938.
De nummers die Durham componeerde of arrangeerde voor de bigbands zijn klassiekers zoals Moten Swing, Swinging the Blues, Topsy, John's Idea, Time Out, Out the Window, Every Tub, Sent for You Yesterday, One O'Clock Jump, Jumpin' at the Woodside, Lunceford Special, Harlem Shout en Pigeon Walk. Daarnaast arrangeerde hij muziek voor Artie Shaw en andere 'witte bigbands' van de swingperiode. Durham droeg bij aan een van de grootste hits van Glenn Miller, "In the Mood". Hij wordt vooral beschouwd als een sleutelfiguur in het uitwerken van arrangementen in de Kansas City riff stijl.